# Xã Ponca, Quận Newton, Arkansas
Xã Ponca (tiếng Anh: Ponca Township) là một xã thuộc quận Newton, tiểu bang Arkansas, Hoa Kỳ. Năm 2010, dân số của xã này là 158 người.